# Landskapsförbund
Ett landskapsförbund (finska: maakuntaliitto eller maakunnan liitto) är en regional myndighet och intresseorganisation för kommunerna i ett landskap i Finland. Landskapsförbunden fungerar som lagstadgade samkommuner som kommunerna i landskapet ska vara medlemmar i. Landskapsförbunden bevakar sina landskaps och medlemskommuners intressen, arbetar med regional utveckling, handlägger kulturfrågor för sin befolkning och upprätthåller landskapsplaner. Därutöver sköter förbunden mångahanda internationella ärenden och kontakter. Landskapsförbundets högsta beslutande organ är landskapsfullmäktige, vars ledamöter är fullmäktigeledamöter i medlemskommunerna.

## Finlands landskapsförbund
Det finns 18 landskapsförbund i Finland, vartill regional också finns det självstyrande landskapet Åland, som baseras på särskild rättsordning:
- Birkalands förbund
- Egentliga Finlands förbund
- Samkommunen för landskapet Kajanaland
- Kymmenedalens förbund
- Lapplands förbund
- Mellersta Finlands förbund
- Mellersta Österbottens förbund
- Norra Karelens landskapsförbund
- Norra Savolax förbund
- Norra Österbottens förbund
- Nylands förbund
- Päijät-Häme förbund
- Satakunta förbund
- Sydkarelens förbund
- Södra Savolax landskapsförbund
- Södra Österbottens förbund
- Tavastlands förbund
- Österbottens förbund